# Římskokatolická farnost Jablonné nad Orlicí
Římskokatolická farnost Jablonné nad Orlicí je územním společenstvím římských katolíků v rámci žamberského vikariátu královéhradecké diecéze.

## O farnosti

### Historie
Farnost v Jablonném vznikla neznámého roku. Dokumenty, které by mohly nejstarší historii městečka a farnosti osvětlit, vzaly za své během fatálního požáru v roce 1648. Farnost po tomto požáru de facto zanikla. K obnovení farní duchovní správy v místě došlo až v roce 1663. Fara tehdy byla nevelkým roubeným domkem. Z roku 1670 jsou doloženy dílčí opravy kostela. Jelikož farní kostel byl malý, ne zcela vyhovoval potřebám farnosti. Docházelo proto k dalším úpravám. V roce 1725 byla poblíž náměstí postavena nová fara, již zděná. Velkým dobrodincem farnosti byl kanovník litoměřické kapituly František Karel Štuček, který před jmenováním kanovníkem byl v letech 1723–1734 v Jablonném nad Orlicí farářem. V roce 1732 byl přístavbou nové hřbitovní kaple, kostnice a márnice dotvořen areál kolem farního kostela.
V rámci procesu slučování farností v královéhradecké diecézi byly k jablonské farnosti připojeny původně samostatné farnosti Jamné nad Orlicí a Orličky, které administrativně zanikly k 1. lednu roku 2008.

### Současnost
Farnost má sídelního duchovního správce, který je zároveň ex currendo administrátorem farnosti Čenkovice. Od roku 2007 je správcem farnosti Mgr. Pavel Pokorný, nejprve jako administrátor, od 1. ledna 2021 jako farář.
| Fotografie | Kostel                      | Místo               | Bohoslužba          | Bohoslužba | Poznámka        |
| ---------- | --------------------------- | ------------------- | ------------------- | ---------- | --------------- |
|            | Kostel sv. Bartoloměje      | Jablonné nad Orlicí | neděle              | 08.00      | farní kostel    |
|            | Kostel Nejsvětější Trojice  | Jamné nad Orlicí    | neděle              | 09.30      | filiální kostel |
|            | Kostel sv. Jana Nepomuckého | Orličky             | neděle 1x za 14 dní | 11.00      | filiální kostel |